# Earl of Surrey
Earl of Surrey ist ein erblicher britischer Adelstitel, der dreimal in der Peerage of England verliehen wurde.

## Verleihungen

Wappen der Warenne of Surrey

### Erste Verleihung und Intermezzo des Duke of Surrey
Erstmals wurde der Titel 1088 von König Wilhelm I. dem normannischen Adligen William de Warenne verliehen. Der Titel wird häufig auch als Earl of Warenne bezeichnet, womöglich, weil William nur relativ wenige Ländereien in Surrey hatte, aber in zwölf anderen Counties begütert war.
Der Titel ging dann auf Williams Sohn und später auf seinen Enkel als 2. und 3. Earl über, die ebenfalls William hießen. Danach folgte Isabelle, Tochter des 3. Earls, als 4. Countess of Surrey, deren Ehegatten den Titel aus ihrem Recht führten. Ihr erster Ehemann war Wilhelm von Blois, Sohn von König Stephan, zweiter Ehemann war Hamelin de Warenne, ein Halbbruder von König Heinrich II. Hamelin nahm den Namen Warenne an und sein Sohn, Enkel und Ururenkel erbten später den Titel als 5., 6. und 7. Earl.
Nachdem die männliche Linie der Warennes 1347 zum zweiten Mal ausgestorben war, ging der Titel auf Richard Fitzalan, 10. Earl of Arundel über. Dieser war ein Neffe des letzten 7. Earls und hatte bereits den Titel 10. und 3. Earl of Arundel inne. Ihm folgte sein Sohn Richard nach, der 1397 wegen Hochverrats gegen König Richard II. geächtet und hingerichtet wurde und seine Titel aberkannt bekam.
König Richard II. verlieh kurz darauf am 29. September 1397den Titel Duke of Surrey an seinen Gefolgsmann Thomas Holland, 3. Earl of Kent. Dieser hatte am 25. April 1397 von seinem Vater die Titel 2. Earl of Kent und 3. Baron Holand geerbt. Nach dem Sturz König Richards II., 1399, erkannte ihm der neue König Heinrich IV. das Dukedom wieder ab.
Im Oktober 1400 erreichte dann Thomas Fitzalan, der Sohn des 11. Earls of Arundel, die Aufhebung der Ächtung und Wiederherstellung der Earlstitel von Arundel und Surrey für sich. Er starb 1415 aber kinderlos, so dass der Titel Earl of Surrey erlosch. Die Earldoms of Arundel fielen an dessen Neffen zweiten Grades John FitzAlan, den 3. Baron Arundel.

### Zweite Verleihung
Am 24. März 1451 wurde der Earltitel in zweiter Verleihung für John Mowbray, einen Enkel der ältesten Schwester des letzten Earls of Surrey, neu geschaffen. Der Titel wird auch Earl of Surrey and Warenne genannt. 1461 erbte dieser auch den Titel 4. Duke of Norfolk, nebst nachgeordneten Titeln. Da er keine männlichen Nachkommen hatte, erloschen beide Titel bei seinem Tod am 17. Januar 1476.

### Dritte Verleihung
Zuletzt wurde der Titel am 28. Juni 1483 an Thomas Howard verliehen, der ein Cousin zweiten Grades des Earls zweiter Verleihung war. 1514 erbte er von seinem Vater auch den Titel 2. Duke of Norfolk erbte, der 1483 für diesen neu geschaffen worden war. Seinem Urenkel, dem 4. Duke wurde 1572 wegen Hochverrats hingerichtet und seine Titel eingezogen.
Dessen Sohn, Philip Howard, erbte 1580 den Titel 20. Earl of Arundel. Dessen Sohn Thomas Howard, 21. Earl of Arundel, erreichte 1604 die Wiederherstellung des Earldoms of Surrey als 4. Earl of Surrey, und dessen Sohn Thomas Howard, 22. Earl of Arundel 1660 auch die Wiederherstellung des Dukedoms of Norfolk als 5. Duke. Die beiden Earldoms sind seither zwei der zahlreichen nachgeordneten Titel des jeweiligen Duke of Norfolk. Heutiger Inhaber des Titels ist seit 2002 Edward Fitzalan-Howard, 18. Duke of Norfolk, als 19. Earl of Surrey.

## Earls of Surrey, erste Verleihung (1088)
- William de Warenne, 1. Earl of Surrey (1030–1088)
- William de Warenne, 2. Earl of Surrey († 1138)
- William de Warenne, 3. Earl of Surrey (1119–1148)
- Isabel de Warenne, 4. Countess of Surrey (1148–wohl 1203)
  - William de Blois, Earl of Surrey (1137–1159)
  - Hamelin de Warenne, Earl of Surrey (1129–1202)
- William de Warenne, 5. Earl of Surrey (1166–1240)
- John de Warenne, 6. Earl of Surrey (1231–1304)
- John de Warenne, 7. Earl of Surrey (1286–1347)
- Richard Fitzalan, 10. Earl of Arundel, 8. Earl of Surrey (1313–1376)
- Richard FitzAlan, 11. Earl of Arundel, 9. Earl of Surrey (1346–1397) (Titel verwirkt 1397)
- Thomas Fitzalan, 12. Earl of Arundel, 10. Earl of Surrey (1381–1415) (Titel wiederhergestellt 1400)

## Duke of Surrey (1397)
- Thomas Holland, 1. Duke of Surrey (1371–1400) (Titel aberkannt 1399)

## Earls of Surrey, zweite Verleihung (1451)
- John Mowbray, 4. Duke of Norfolk, 1. Earl of Surrey (1444–1476)

## Earls of Surrey, dritte Verleihung (1483)
- Thomas Howard, 2. Duke of Norfolk, 1. Earl of Surrey († 1524)
- Thomas Howard, 3. Duke of Norfolk, 2. Earl of Surrey (1473–1554)
- Thomas Howard, 4. Duke of Norfolk, 3. Earl of Surrey (1536–1572) (Titel verwirkt 1572)
- Thomas Howard, 21. Earl of Arundel, 4. Earl of Surrey (1585–1646) (Earldom wiederhergestellt 1604)
- Henry Howard, 22. Earl of Arundel, 5. Earl of Surrey (1608–1652)
- Thomas Howard, 5. Duke of Norfolk, 6. Earl of Surrey (1627–1677) (Dukedom wiederhergestellt 1660)
- Henry Howard, 6. Duke of Norfolk, 7. Earl of Surrey (1628–1684)
- Henry Howard, 7. Duke of Norfolk, 8. Earl of Surrey (1655–1701)
- Thomas Howard, 8. Duke of Norfolk, 9. Earl of Surrey (1683–1732)
- Edward Howard, 9. Duke of Norfolk, 10. Earl of Surrey (1685–1777)
- Charles Howard, 10. Duke of Norfolk, 11. Earl of Surrey (1720–1786)
- Charles Howard, 11. Duke of Norfolk, 12. Earl of Surrey (1746–1815)
- Bernard Fitzalan-Howard, 12. Duke of Norfolk, 13. Earl of Surrey (1765–1842)
- Henry Fitzalan-Howard, 13. Duke of Norfolk, 14. Earl of Surrey (1791–1856)
- Henry Fitzalan-Howard, 14. Duke of Norfolk, 15. Earl of Surrey (1815–1860)
- Henry Fitzalan-Howard, 15. Duke of Norfolk, 16. Earl of Surrey (1847–1917)
- Bernard Fitzalan-Howard, 16. Duke of Norfolk, 17. Earl of Surrey (1908–1975)
- Miles Fitzalan-Howard, 17. Duke of Norfolk, 18. Earl of Surrey (1915–2002)
- Edward Fitzalan-Howard, 18. Duke of Norfolk, 19. Earl of Surrey (* 1956)

Titelerbe (Heir Apparent) ist der Sohn des aktuellen Titelinhabers, Henry Fitzalan-Howard, Earl of Arundel and Surrey (* 1987).